# Phlegra hentzi
Espèce
Synonymes
- Attus leopardus Hentz, 1846 nec Walckenaer, 1837
- Attus hentzi Marx, 1890

Phlegra hentzi est une espèce d'araignées aranéomorphes de la famille des Salticidae.

## Distribution
Cette espèce se rencontre au Canada en Ontario et aux États-Unis au Massachusetts, en Ohio, au Wisconsin, au Minnesota au Missouri, au Kansas, au Texas, en Arkansas, en Caroline du Sud et en Floride,.

## Description

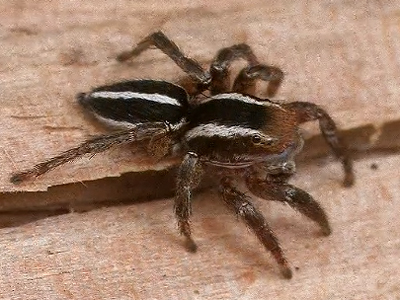
Phlegra hentzi ♂

La carapace du mâle décrit Logunov et Koponen, par 2002 en mesure 2,88 mm de long sur 1,95 mm et l'abdomen 2,45 mm de long sur 1,70 mm et la carapace de la femelle mesure 3,35 mm de long sur 2,18 mm et l'abdomen 3,25 mm de long sur 2,00 mm.

## Étymologie
Cette espèce est nommée en l'honneur de l'arachnologiste franco-américain Nicholas Marcellus Hentz (1797-1856) qui avait décrit cette espèce sous le nom préoccupé d'Attus leopardus.

## Publications originales
- Marx, 1890 : Catalogue of the described Araneae of temperate North America. Proceedings of the United States National Museum, vol. 12, p. 497-594, (texte intégral).
- Hentz, 1846 : « Descriptions and figures of the araneides of the United States. » Boston Journal of Natural History, vol. 5, p. 352-370 (texte intégral).